# Zethes variabilis
Zethes variabilis är en fjärilsart som beskrevs av Arnold Pagenstecher 1888. Zethes variabilis ingår i släktet Zethes och familjen nattflyn. Inga underarter finns listade i Catalogue of Life.